# Xã Acorn, Quận Polk, Arkansas
Xã Acorn (tiếng Anh: Acorn Township) là một xã thuộc quận Polk, tiểu bang Arkansas, Hoa Kỳ. Năm 2010, dân số của xã này là 1.503 người.